# Ломко Олександр Сергійович
Олександр Сергійович Ломко (нар. 3 листопада 1984, Борзна) — український футболіст, захисник.

## Життєпис
Вихованець Борзнянської ДЮСШ. На юнацькому рівні виступав за чернігівську «Юність» у ДЮФЛ, провів 43 гри та забив 6 голів. Першим професіональним клубом Ломка було московське «Торпедо», за яке він виступав у 2003 році на позиції нападника. Але він так і не зіграв жодного матчу в основному складі, провівши 26 гри за дублювальний склад. 20 листопада 2003 року гравця було звільнено з «Торпедо».
Із 2004 року виступав за «Єдність» (Плиски), уже граючи переважно на позиції захисника. У чемпіонаті серед аматорів у 2004 році зіграв 16 матчів. 6 серпня 2005 року у виїзному матчі проти «Олександрії» дебютував у Другій лізі. Перший гол у професіональному футболі забив 10 серпня 2008 року у виїзному матчі проти «Десни-2» (результат матчу пізніше анулювали, оскільки «Десна-2» знялася зі змагань).
У липні 2008 року виступав на Європейському чемпіонаті з футболу серед університетів, що проходив у Києві, у складі збірної МАУП, яка посіла друге місце.
У лютому 2009 року перейшов до кіровоградської «Зірки», у якій одразу став гравцем основного складу. У червні того ж року разом із «Зіркою» здобув місце в Першій лізі.
На сезон 2012/2013 став гравцем «УкрАгроКома». Після злиття клубу з ФК «Олександрія» 2014 року, підписав контракт з олександрійцями.
Улітку 2015 року перейшов до «Гірника-спорт». Узимку 2016/17 залишив горішньоплавнівську команду.